# Área de Conservação do Vale de Danum
Área de Conservação do Vale de Danum é uma grande área natural protegida localizada em Sabah, Malásia. Ela possui uma área total de 438 km² e é administrada pela Yayasan Sabah, que além de fazer a manutenção e conservação da reserva, realiza pesquisas e treinamentos. A cidade mais próxima é Lahad Datu, a 82 km de distância.